# Злота (Лодзинське воєводство)
Злота (пол. Złota) — село в Польщі, у гміні Ґлухув Скерневицького повіту Лодзинського воєводства.
Населення — 595 осіб (2011).
У 1975-1998 роках село належало до Скерневицького воєводства.

## Демографія
Демографічна структура станом на 31 березня 2011 року:
|          | Загалом | Допрацездатний вік | Працездатний вік | Постпрацездатний вік |
| -------- | ------- | ------------------ | ---------------- | -------------------- |
| Чоловіки | 288     | 62                 | 187              | 39                   |
| Жінки    | 307     | 65                 | 166              | 76                   |
| Разом    | 595     | 127                | 353              | 115                  |